# Písek
Písek é uma cidade checa localizada na região da Boêmia do Sul, distrito de Písek.

## Galeria de imagens

Písek
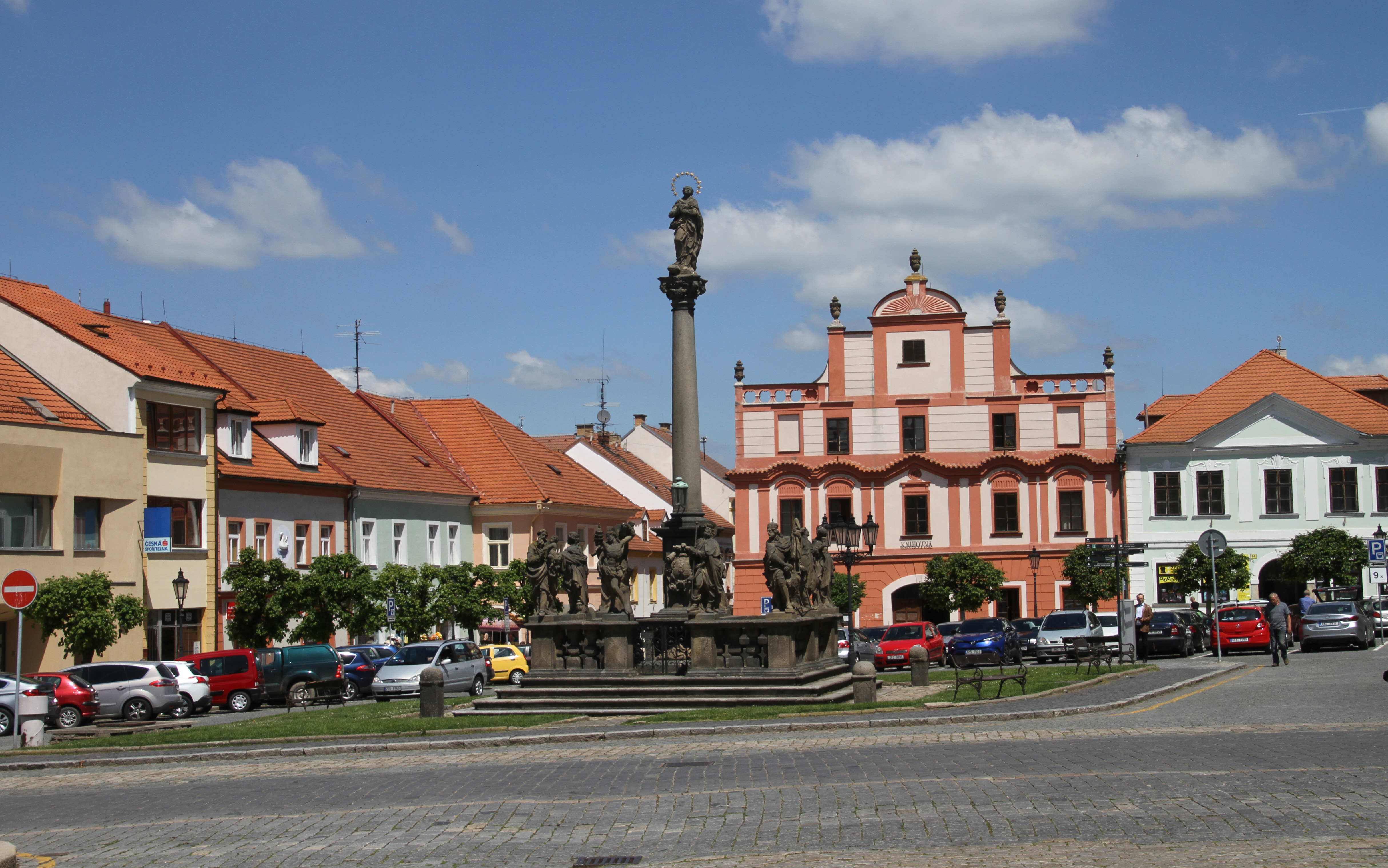
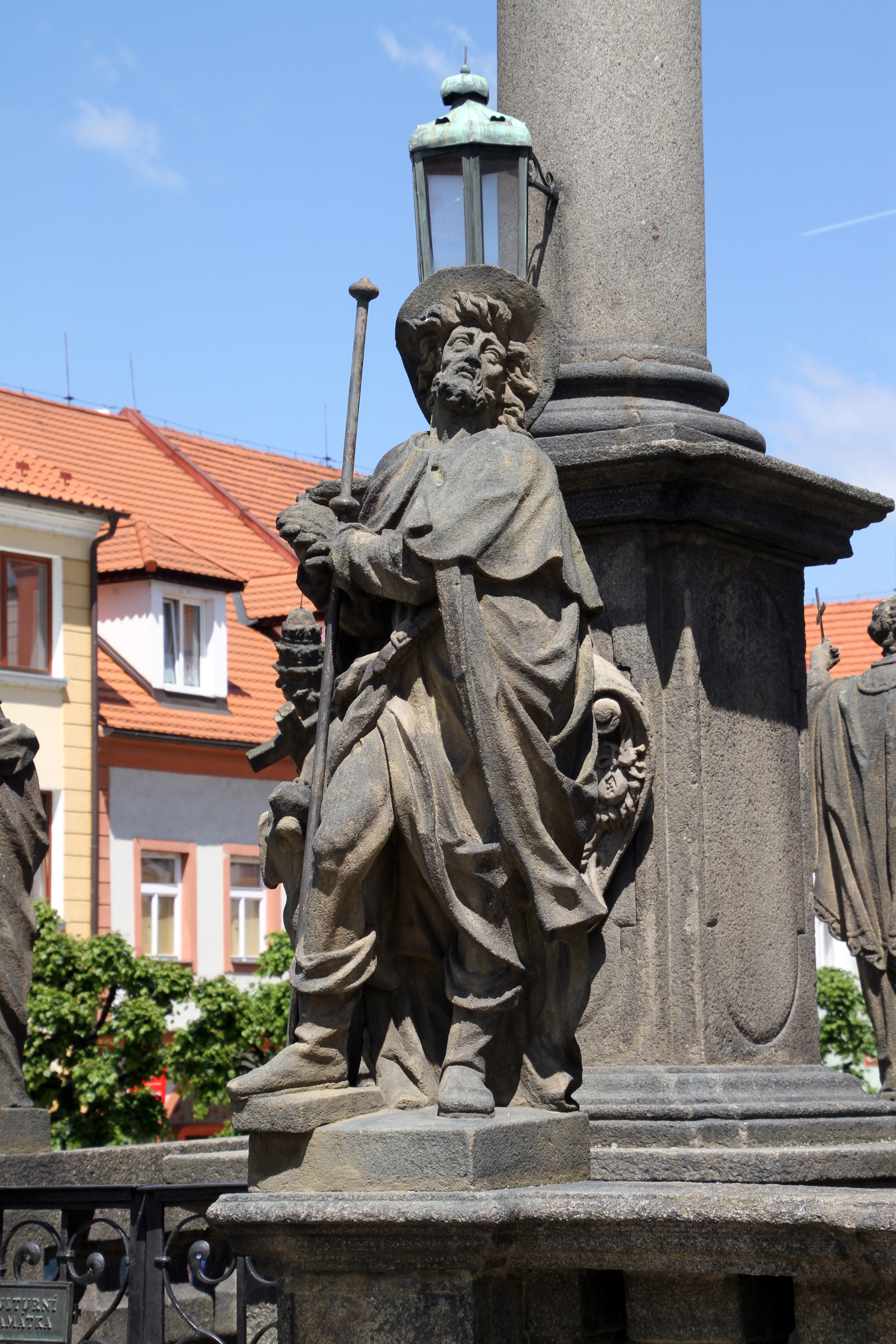
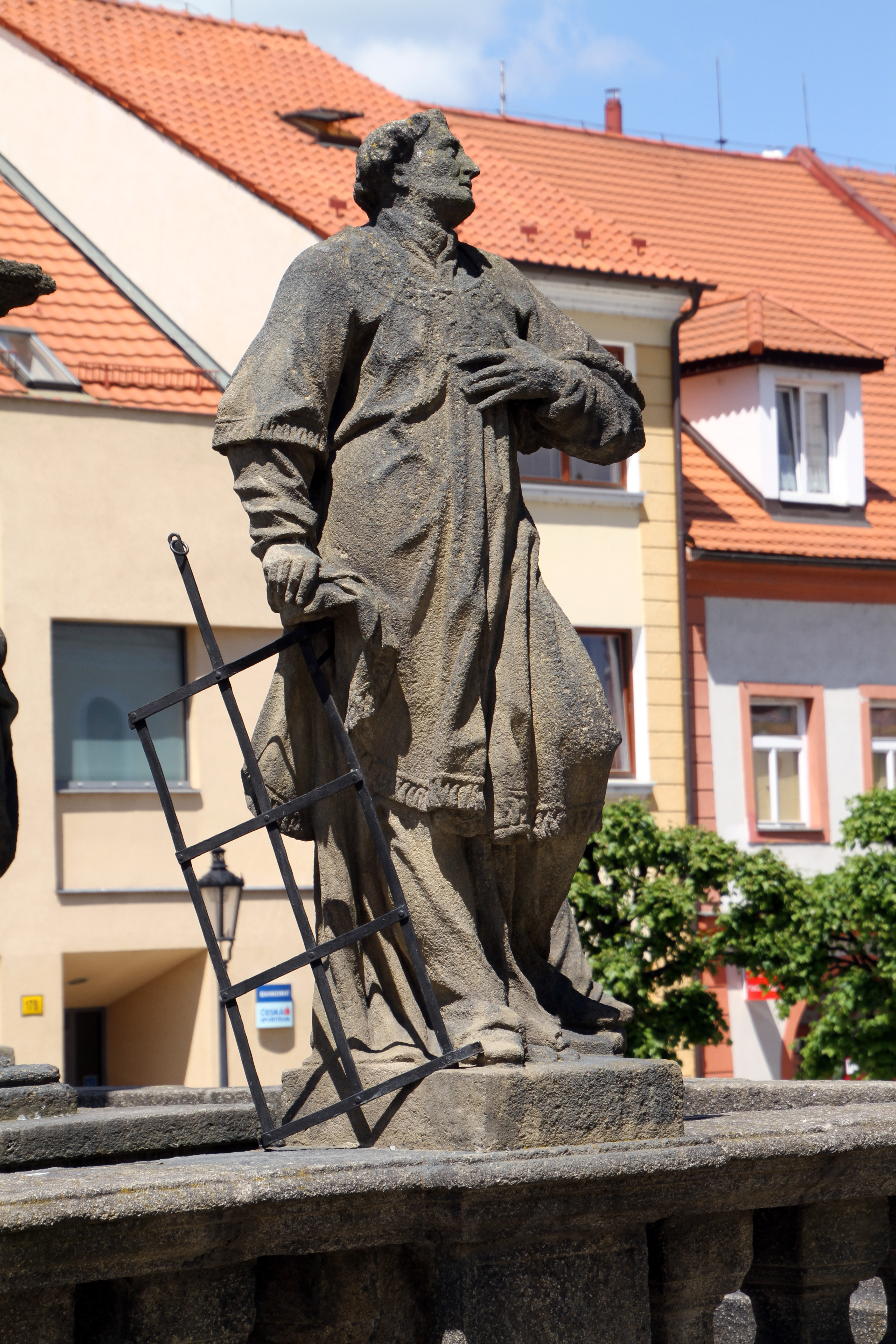
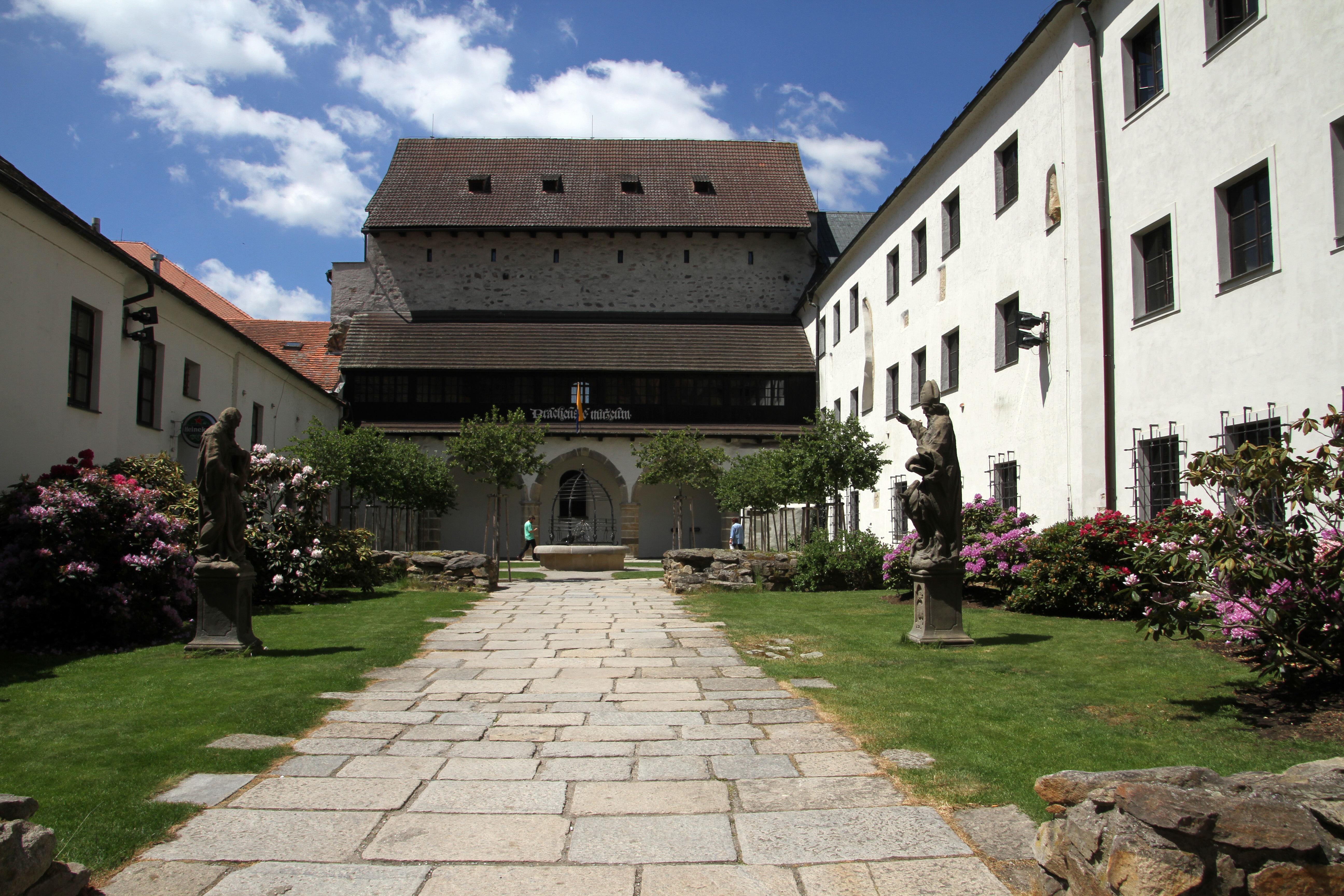
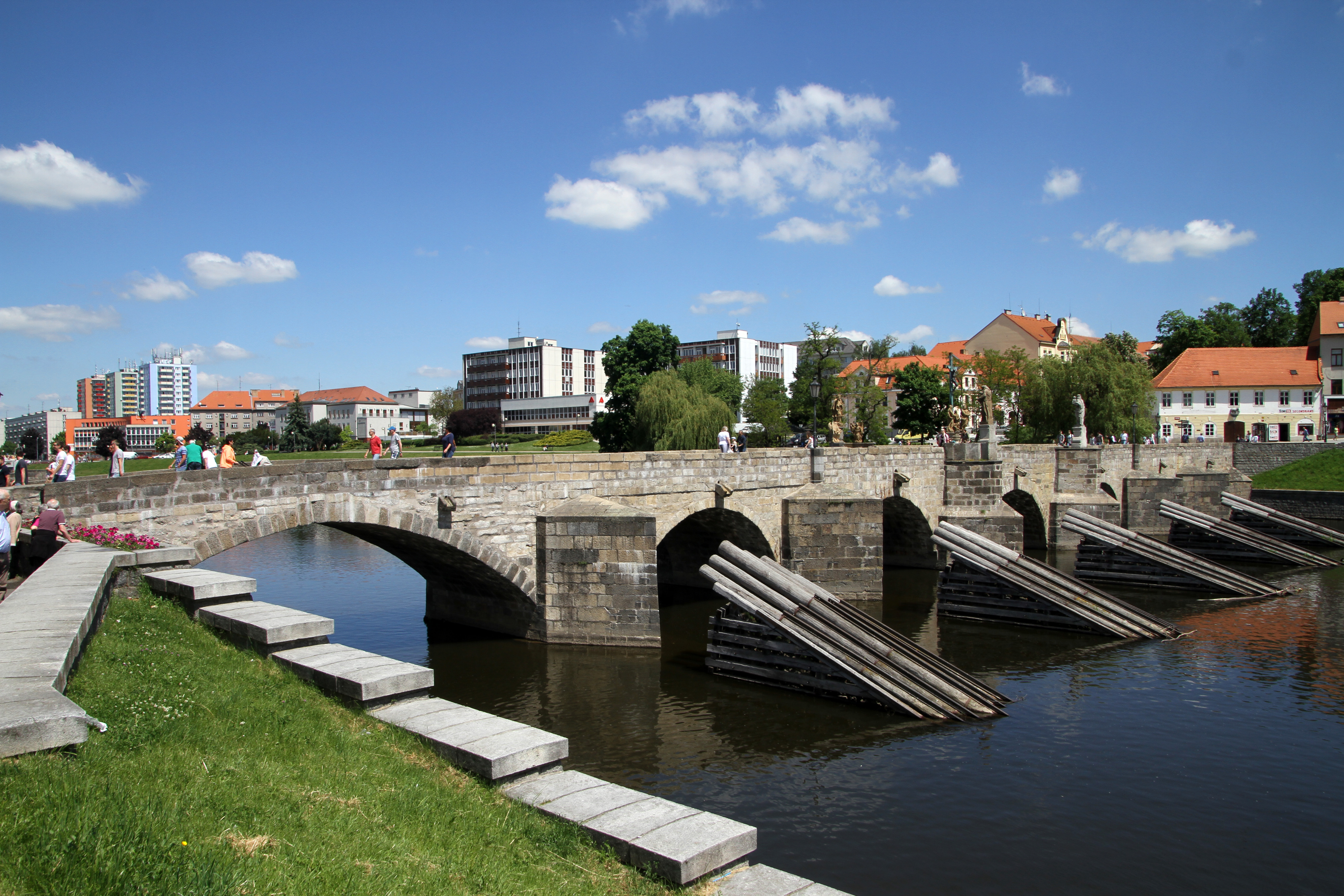
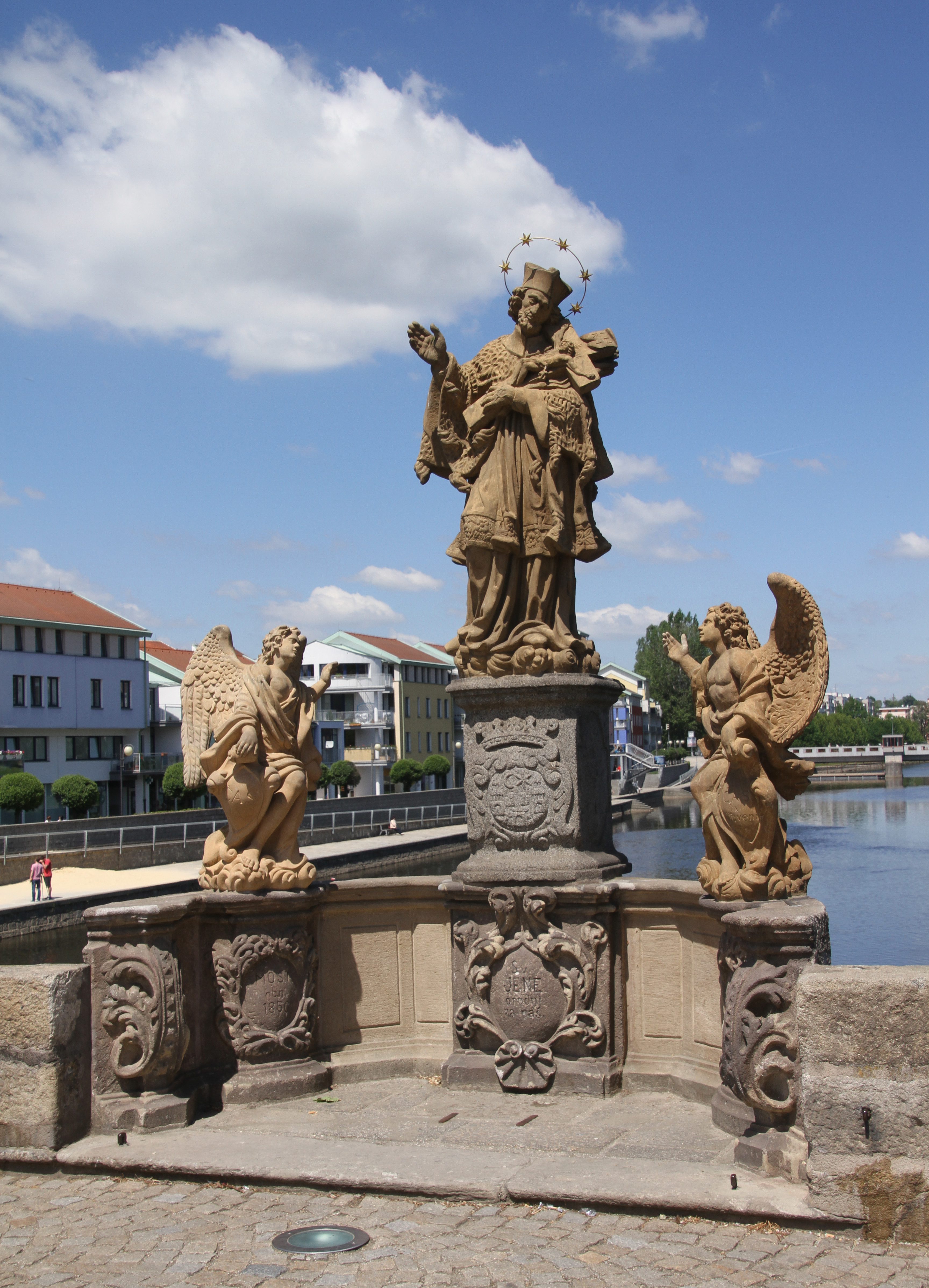
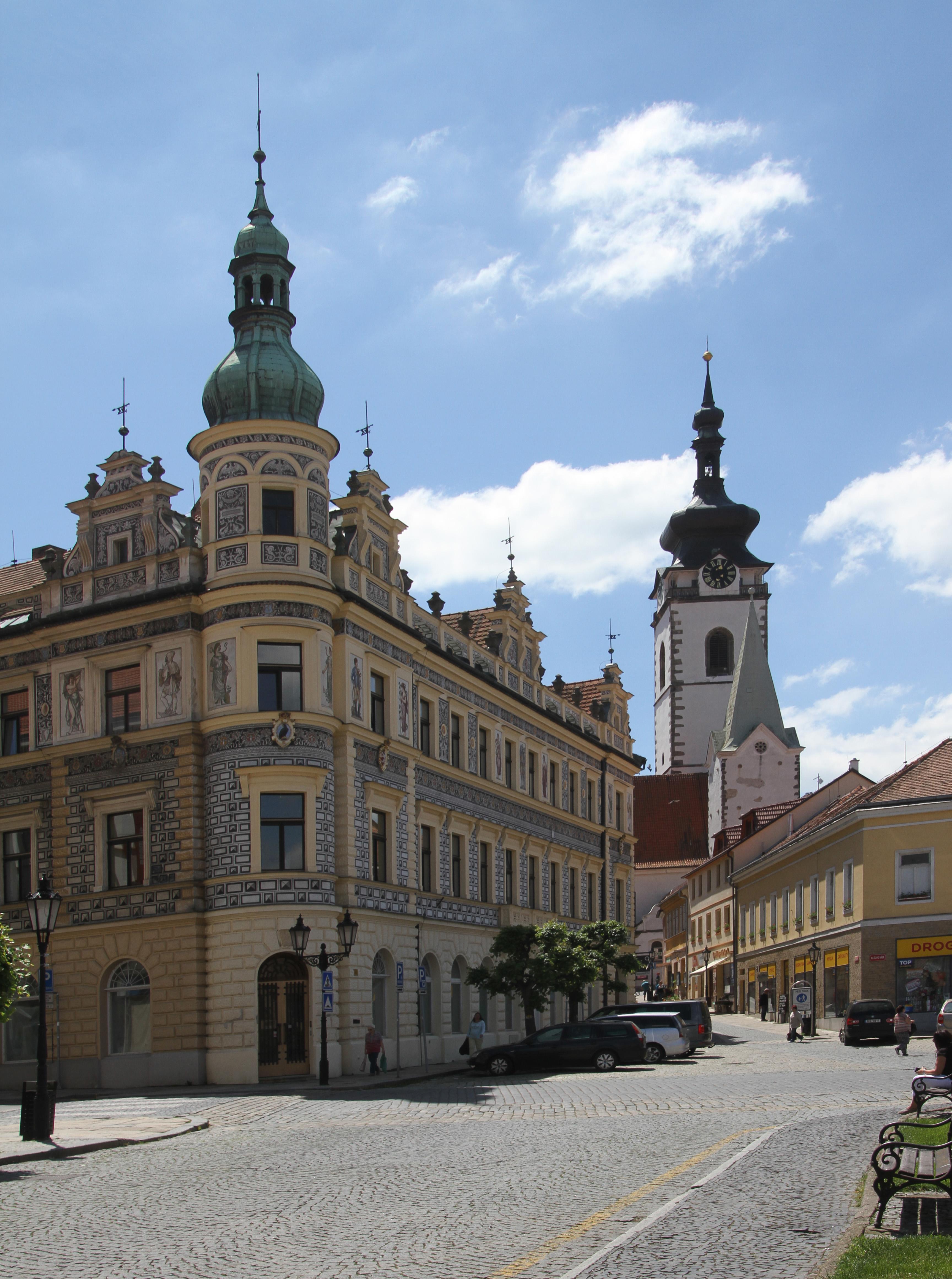
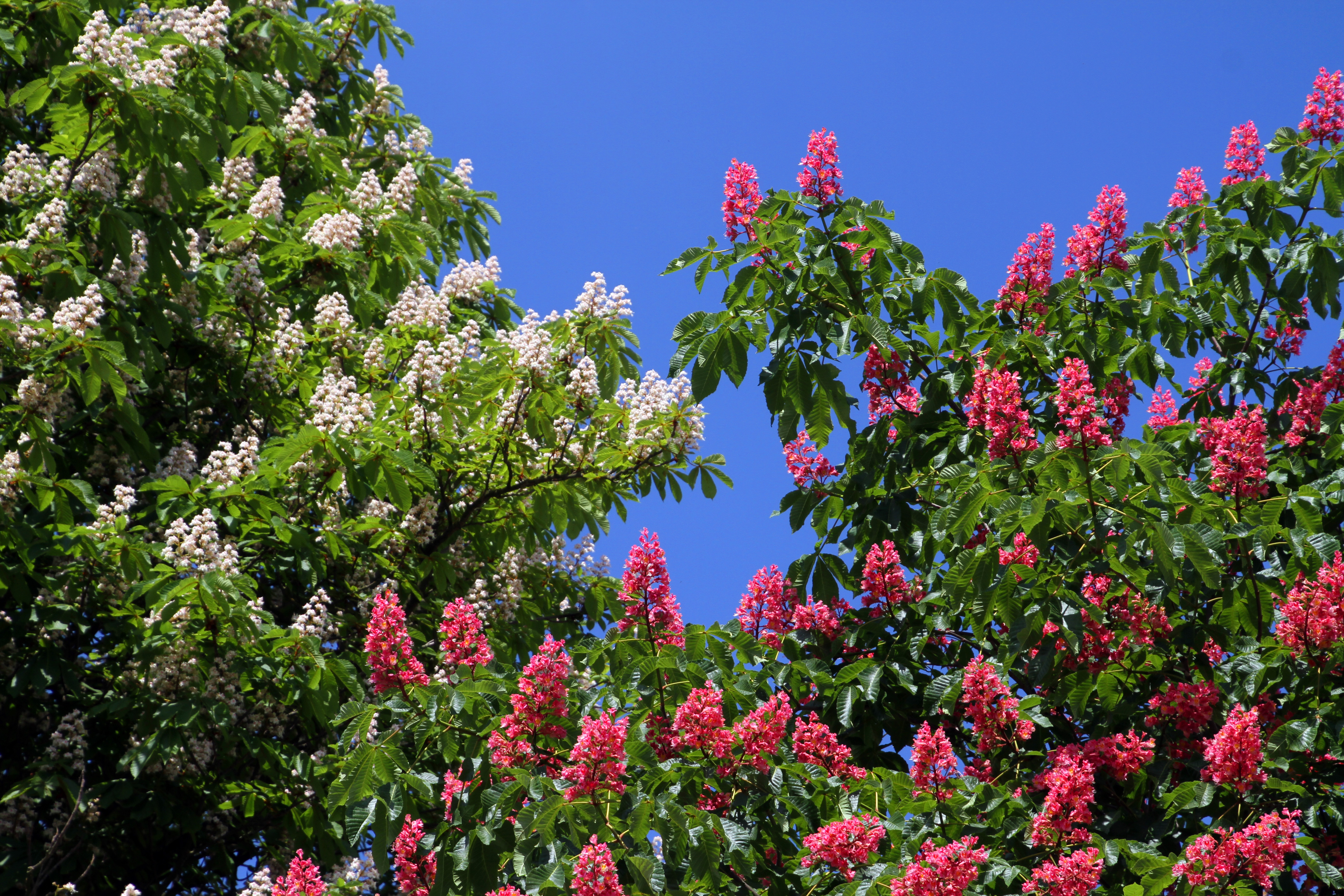